# Pachydactylus mariquensis
Pachydactylus mariquensis este o specie de șopârle din genul Pachydactylus, familia Gekkonidae, descrisă de Smith 1849.

## Subspecii
Această specie cuprinde următoarele subspecii:
- P. m. latirostris
- P. m. mariquensis